# Pegomya yushuensis
Pegomya yushuensis este o specie de muște din genul Pegomya, familia Anthomyiidae, descrisă de Fan în anul 1986. Conform Catalogue of Life specia Pegomya yushuensis nu are subspecii cunoscute.